# الفائوسن
الفائوسن (به آلمانی: Alfhausen) یک شهر در آلمان است که در نیدرزاکسن واقع شده‌است.

## خصوصیات
الفائوسن ۳۹ کیلومترمربع مساحت دارد ۳۸ متر بالاتر از سطح دریا واقع شده‌است.

## خواهرخوانده
شهر La Meignanne خواهرخواندهٔ الفائوسن هست.